# Liste von Häftlingen des Konzentrationslagers Buchenwald
Die Liste von Häftlingen des Konzentrationslagers Buchenwald führt bekannte Haftinsassen im Konzentrationslager Buchenwald auf.
Zwischen 1937 und 1945 waren etwa 250.000 Menschen in Buchenwald inhaftiert. Unter den Internierten waren zahlreiche öffentlich bekannte Personen.

## Funktionshäftlinge
Funktionshäftlinge wurden jene Häftlinge genannt, die von der SS zu Aufsehern – z. B. bei Arbeitseinsätzen – ernannt wurden. Ohne sie hätte die SS das Lager weit weniger effektiv organisieren können. Je nach Gebiet und Arbeitskommando waren ihre Positionen unterschiedlich einflussreich. Immer standen sie in der Hierarchie auf schwieriger Position zwischen den normalen Arbeitshäftlingen und den SS-Befehlsleuten. Einige von ihnen waren:
- Christian Beham (1906–1945), Lagerältester
- Horst Egon Berkowitz (1898–1983), Konsulent[2]
- Arthur Dietzsch (1901–1974), Kapo und leitender Häftlingskrankenpfleger im Block 46
- Hans Eiden (1901–1950, Lagerältester mit wichtiger Rolle bei der Befreiung)
- Otto Halle (1903–1987), deutscher Kommunist und von 1939 bis 1945 Kapo in der Häftlingsbekleidungskammer
- Paul Henning, Lagerältester
- Jakob Kindinger (1905–1986), Blockältester, rettete u. a. Emil Carlebach das Leben.
- Paul Knopf, Lagerältester in Gandersheim
- Paul Mohr, Lagerältester[3]
- Hubert Richter, Lagerältester

## Politiker
- Karl Barthel (1907–1974), KPD-Reichstagsabgeordneter
- Josef Baumhoff (1887–1962), Beamter und Politiker (Zentrum)
- Léon Blum (1872–1950), französischer sozialistischer Politiker jüdischer Herkunft, vor und nach seiner Haftzeit in Buchenwald Premierminister von Frankreich
- Rudolf Breitscheid (1874–1944), SPD-Reichstagsabgeordneter
- Hermann Brill (1895–1959), SPD-Reichstagsabgeordneter
- Ernst Busse (1897–1952), KPD-Politiker, Lagerältester und Kapo. Später stellvertretender Ministerpräsident und Innenminister in Thüringen
- Édouard Daladier (1884–1970), französischer Ministerpräsident
- Victor Delplanque (1881–1944), französischer politischer Gefangener. Seine KZ-Nummer bekam später Joseph Roth.
- Willem Drees (1886–1988), niederländischer sozialdemokratischen Politiker, zwischen 1948 und 1958 Ministerpräsident der Niederlande
- Karl Fischer (1918–1963), österreichischer Trotzkist und Widerstandskämpfer
- Otto Gerig (1885–1944), deutscher Gewerkschafter und Politiker (Zentrum)
- Ottomar Geschke (1882–1957), KP-Abgeordneter des Preußischen Landtages und des Reichstages. Mitglied des ZK der KPD. 1937–1940 Häftling in Buchenwald
- Marinus van der Goes van Naters (1900–2005), niederländischer sozialdemokratischen Politiker
- Ernst Grube (1890–1945), KPD und Mitglied des Reichstages. Antifaschist und Widerstandskämpfer
- Wilhelm Hammann (1897–1955), KPD, Blockältester im Kinderblock 8, rettete viele jüdische Kinder vor dem Todesmarsch. Ehrentitel „Gerechter unter den Völkern“. Später Landrat von Groß-Gerau
- Ernst Heilmann (1881–1940), SPD-Reichstagsabgeordneter, Vorsitzender der SPD-Reichstagsfraktion bis 1933
- Werner Hilpert (1897–1957), später Landesvorsitzender der CDU Hessen
- Paul-Émile Janson (1872–1944), belgischer liberaler Politiker, ehemaliger Premierminister seines Landes
- Léon Jouhaux (1879–1954), französischer Sozialpolitiker, Gewerkschafter und Friedensnobelpreisträger 1951
- Franz Käfer (1891–1962), KPÖ, 1945–1950 Bürgermeister von St. Pölten
- Walter Krämer (1892–1941), aus Siegen, Abgeordneter der KPD im preußischen Landtag, Ehrentitel „Gerechter unter den Völkern“
- Albert Kuntz (1896–1945), preußischer Landtagsabgeordneter
- Franz Leitner (1918–2005), KPÖ-Politiker, Widerstandskämpfer, Blockältester im Kinderblock 8 (ab Oktober 1943), steirischer Landtagsabgeordneter und Landesobmann der KPÖ Steiermark, Ehrentitel „Gerechter unter den Völkern“
- Georges Mandel (1885–1944), französischer Politiker
- Rolf Markert (1914–1995), KPD/SED-Mitglied und Generalmajor im MfS
- Hans Merker (1904–1945), KPD-Mitglied
- Carlo Mierendorff (1897–1943), SPD-Politiker, Zusammenarbeit mit Wilhelm Leuschner
- Theodor Neubauer (1890–1945), KPD-MdR, Widerstandskämpfer
- Marcel Paul (1900–1982), Elektriker, Mitglied der PCF und Widerstandskämpfer. Zusammen mit Henri Manhes im Buchenwalder Häftlingswiderstand. Später u. a. Minister
- Otto Probst (1911–1978), SPÖ-Politiker
- Paul Rassinier (1906–1967), französischer Politiker
- Rudolf Renner (1894–1940), KPD-Mitglied, sächsischer Landtagsabgeordneter
- Joseph Roth (1896–1945), Zentrumspolitiker
- Peter Schlack (1875–1957), Zentrumspolitiker
- Werner Scholem (1895–1940), ehemaliger Reichstagsabgeordneter der KPD, Gegner Stalins und Mitbegründer des Leninbund
- Wilhelm Schumann (1896–1974), KPD-Politiker
- Otto Sepke (1910–1997), deutscher Kommunist und später SED-Funktionär
- Bruno Siegel (1890–1949), SPD/USPD/KPD, ehemaliges Mitglied des Sächsischen Landtags
- Robert Siewert (1887–1973), KPD- und KPO-Politiker, Kapo des Baukommando I. Rettete in dieser Funktion vielen das Leben. Später Innenminister von Sachsen-Anhalt.
- Richard Steidle (1881–1940), österreichischer Landtagsabgeordneter, Bundesrat, Heimwehrführer und Sicherheitsdirektor von Tirol
- Walter Stoecker (1891–1939), SPD/USPD/KPD, Vorsitzender der KPD-Reichstagsfraktion.
- Ernst Thälmann (1886–1944), Vorsitzender der KPD, war nicht inhaftiert in Buchenwald, sondern wurde dort kurz nach der Ankunft erschossen.
- Ernst Thape (1892–1985), SPD-Politiker und Redakteur. Ab 1939 in Buchenwald. 1944 Mitglied des illegalen Volksfrontkomitees. Später u. a. Minister für Volksbildung in Sachsen-Anhalt
- Gerhard Weck (1913–1974), SPD-Politiker, Verbindungsmann zur Sopade, später Oberbürgermeister von Werdau und Opfer des Stalinismus
- Walter Wolf (1907–1977), erster Thüringer Minister für Volksbildung nach der  Befreiung vom Nationalsozialismus

## Gewerkschafter
- Ludwig Becker (1892–1974), KPO-Mitglied, IG-Metall-Bezirksleiter
- Willi Bleicher (1907–1981), KPO-Mitglied, IG-Metall-Bezirksleiter
- Eugen Ochs (1905–1990), KPO-Mitglied, Gewerkschafter
- Kurt Wabbel (1901–1944), Gewerkschaftsfunktionär und Stadtverordneter der KPD in Halle/Saale
- Fritz Dobisch (1890–1941), Vorsitzender des Allgemeinen Gewerkschaftsbundes (ADGB) Saar, später beigesetzt in Bous/Saar
- Erich Schilling (1882–1962), Gewerkschaftsfunktionär

## Militärs
- Alexander von Falkenhausen (1878–1966), General, Besatzungs-Befehlshaber in Belgien
- Ludwig Gehre (1895–1945), Militär, Mitverschwörer des 20. Juli 1944
- Klaus Hornig (1907–1997), Polizeioffizier, verweigerte einen Erschießungsbefehl gegen Kriegsgefangene
- Henri Manhès (genannt Frédéric) (1889–1959), Oberst, Résistance-Kämpfer, in Buchenwald Leiter der französischen Brigade, Mitglied des Internationalen Lagerkomitees, Ehrenpräsident der FIR
- Othmar Wundsam (1922–2014), Wehrmachtssoldat, österreichischer Widerstandskämpfer („Feindbegünstigung“ des Fallschirmagenten Josef Zettler)

## Schriftsteller und Journalisten
- Jean Améry (1912–1978), österreichischer Schriftsteller jüdischer Herkunft
- Bruno Apitz (1900–1979), Schriftsteller (Roman: Nackt unter Wölfen)
- Emil Carlebach (1914–2001), später Herausgeber der Frankfurter Rundschau
- Ernst Cramer (1913–2010), später Publizist und Vorstandsvorsitzender der Axel-Springer-Stiftung
- Hasso Grabner (1911–1976), später Schriftsteller in der DDR
- Bruno Heilig (1888–1968), Journalist und Übersetzer
- Ivan Ivanji (1929–2024), jugoslawisch / serbischer Schriftsteller jüdischer Herkunft
- Heinrich Eduard Jacob (1889–1967), deutscher Schriftsteller jüdischer Herkunft
- Benedikt Kautsky (1894–1960), österreichischer Autor und Bankier, Redakteur, „Politischer Jude“; 1942–1945 im KZ Auschwitz
- Anton Klotz, später Chefredakteur der Tiroler Tageszeitung
- Imre Kertész (1929–2016), ungarischer Schriftsteller jüdischer Herkunft, 2002 Nobelpreis für Literatur
- Eugen Kogon (1903–1987), später christlicher Publizist und Autor von Der SS-Staat. Das System der Deutschen Konzentrationslager
- Jonas Kreppel (1874–1940), österreichischer Schriftsteller und politischer Publizist jüdischer Herkunft
- Ferdinand Löwenberg (1924–2004), deutscher Journalist
- Jacques Lusseyran (1924–1971), französischer Widerstandskämpfer, Schriftsteller, Autobiographie seiner ersten 21 Lebensjahre: Das wiedergefundene Licht
- Ferdinand Peroutka (1895–1978), tschechoslowakischer Schriftsteller, Theaterstück und Roman Wolke und Walzer (1947/1976)
- Jorge Semprún (1923–2011), Schriftsteller, Friedenspreis des deutschen Buchhandels
- Jura Soyfer (1912–1939), österreichischer Schriftsteller, Dramatiker jüdischer Herkunft
- Ernst Spitz (1902–1940), österreichischer Dramatiker und Publizist jüdischer Herkunft
- Fred Wander (1917–2006), österreichischer Schriftsteller
- Ernst Wiechert (1887–1950), christlicher Schriftsteller, Bericht Der Totenwald
- Elie Wiesel (1928–2016), rumänischer Schriftsteller jüdischer Herkunft, Roman Die Nacht, 1986 Friedensnobelpreis

## Schauspieler und Künstler
- Robert Clary (1926–2022), französischer Schauspieler
- Franz Ehrlich (1907–1984), Architekt, Grafiker und Designer. Er war ein Kommunist und ehemaliger Schüler am Bauhaus. Als Gefangener entwarf er das 'Jedem das Seine' Buchenwald Tor.
- Hans Kurt Eisner (1903–1942), deutscher Fotograf und Werbegestalter (Sohn von Kurt Eisner), nach Aufenthalten in mehreren KZs in Buchenwald ermordet
- Fritz Grünbaum (1880–1941), Kabarettist
- Hermann Leopoldi (1888–1959), österreichischer Komponist, komponierte die Melodie zum Buchenwaldlied
- Fritz Löhner-Beda (1883–1942), österreichischer Librettist, schrieb u. a. Dein ist mein ganzes Herz und das Buchenwaldlied
- Paul Morgan (1886–1938), österreichischer Schauspieler und Mitbegründer des Kabarett der Komiker
- Herbert Sandberg (1908–1991), deutscher Grafiker und Karikaturist
- Boris Taslitzky (1911–2005), französischer Maler und Zeichner
- Heinrich Tischler (1892–1938), deutscher Künstler, Maler
- Herbert Zipper (1904–1997), österreichischer Komponist, komponierte die Melodie zum Dachaulied

## Geistliche
- Alexander Heinrich Alef (1885–1945), katholischer Priester
- Dietrich Bonhoeffer (1906–1945), evangelischer Theologe und Mitglied der Bekennenden Kirche
- Max Dienemann (1875–1939), einer der führenden liberalen Rabbiner in Deutschland
- August Froehlich (1891–1942), katholischer Priester, Pfarrer von Rathenow
- William Katz (Wilhelm Katz) (1895–1988), Rabbiner
- Paul Leo (1893–1958), evangelischer Pfarrer und Theologe
- Otto Neururer (1882–1940), katholischer Priester
- Paul Schneider („Prediger von Buchenwald“) (1897–1939), evangelischer Pfarrer
- Johann Schroffner (1891–1940), österreichischer katholischer Priester
- Matthias Spanlang (1887–1940), katholischer Priester
- Leonhard Steinwender (1889–1961), katholischer Priester
- Walter Thiemann (1898–1983), evangelischer Pfarrer und Mitglied der Bekennenden Kirche

## Zeugen Jehovas
- Leopold Engleitner (1905–2013), österreichischer Zeuge Jehovas und Zeitzeuge
- Max Liebster (1915–2008), Jude und Zeuge Jehovas, Autor
- Johannes Steyer (1908–1998), Zeuge Jehovas, schuf nach Befreiung Aquarell-Zyklus über Buchenwald

## Sonstige Häftlinge
- Kurt Adams (1889–1944), Mitglied der SPD-Jugendorganisation, Schuldienst, Leiter der Hamburger Volkshochschule
- Paul Avraham Alsberg (1919–2006), Staatsarchivar von Israel
- Rudi Arndt (1909–1940), Schriftsetzer und KJVD-Mitglied, Jude. Blockältester in Buchenwald. Pflegt jüdische Patienten aufopferungsvoll.
- Walter Bartel (1904–1992), deutscher Kommunist, Historiker und Hochschullehrer
- Robert Benoist (1895–1944), französischer Automobilrennfahrer und Widerstandskämpfer
- Bruno Bettelheim (1903–1990), Kinderpsychologe jüdischer Herkunft
- Marcel Bloch (1892–1986), nannte sich später Dassault, Flugzeugkonstrukteur
- Rudolf Brazda (1913–2011), Dachdecker tschechoslowakischer Staatsangehörigkeit (damals) und der letzte Überlebende, der den Rosa Winkel trug
- Ernst Federn (1914–2007), Professor, Psychoanalytiker jüdischer Herkunft, Wien
- Roman Felleis (1903–1944), Mitbegründer der Revolutionären Sozialistischen Jugend (RSJ)
- Ludwik Fleck (1896–1961), polnischer Immunologe und Erkenntnistheoretiker
- Carl Fried (1889–1958), Leiter der Strahlentherapie am jüdischen Krankenhaus in Breslau. Im KZ von November bis Dezember 1938, danach Entlassung und erfolgreiche Flucht nach Brasilien.
- Richard Friedländer (1881–1939), Kaufmann und Kellner, Stiefvater von Magda Goebbels[4]
- Martin Gauger (1905–1941), Jurist
- Reinhard Goerdeler (1922–1996), Sohn von Carl Friedrich Goerdeler
- Reinhold Götze (1904–1966), deutscher Widerstandskämpfer und KPD-Mitglied, später SED-Politiker
- Maurice Halbwachs (1877–1945), französischer Soziologe der Durkeimschen Schule
- Curt Herzstark (1902–1988), österreichischer Erfinder und Büromaschinenmechaniker
- Stéphane Hessel (1917–2013), deutsch-französischer Résistance-Kämpfer, nach Kriegsende Diplomat, Menschenrechtler und Schriftsteller
- Walter Husemann (1903–1943), deutscher Kommunist, Werkzeugmacher
- Edwin Katzenellenbogen (1882-nach 1955), Mediziner
- Carl Kessler (* 1903), Landrichter[5]
- Ewald Klein (1899–1942), Widerstandskämpfer, KPD-Mitglied
- Reinhold Kleinlein (1883–1944), deutscher Widerstandskämpfer
- Adolf Laubinger (1931–2006), Überlebender des Porajmos
- Hans Litten (1903–1938), Jurist, Strafverteidiger
- Ernst Marbach (1893–1939), Lehrer
- Erwin Petermann (1904–1989), Lehrer, Museumsleiter
- Gleb Rahr (1922–2006), exilrussischer Widerstandskämpfer und NTS-Mitglied
- Philippe Richer (1923–2018), französischer Diplomat und Historiker
- Borys Romantschenko (1926–2022), ukrainischer Ingenieur und Vizepräsident des Internationalen Komitees Buchenwald-Dora und Kommandos für die Ukraine (IKBD)
- Mafalda von Savoyen (1902–1944), Tochter des italienischen Königs Victor Emanuel III.
- Adolf Scholze (1913–1983), deutscher Politiker, Gewerkschafter, Staatsfunktionär der DDR, Widerstandskämpfer gegen den Nationalsozialismus
- Josef Traxl (1900–1941), in Zürich geborener, österreichischer Staatsbürger, homosexuell, aus der Schweiz nach Österreich ausgewiesen
- Friedrich Wiesner (1871–1951), österreichischer Jurist, Diplomat und Legitimist
- Georg Wrazidlo (1917–1959), deutscher katholischer Arzt, wegen Wehrkraftzersetzung